# Monteriggioni
Monteriggioni es un municipio de 8.701 habitantes de la provincia de Siena en la región italiana de Toscana. Está rodeado por los municipios de Casole d'Elsa, Castellina in Chianti, Castelnuovo Berardenga, Colle di Val d'Elsa, Poggibonsi, Siena y Sovicille.
Hoy, la ciudad de Monteriggioni es el centro principal en el moderno municipio de Monteriggioni que abarca 19,49 kilómetros cuadrados en la zona que rodea la ciudad. Las distancias a otras ciudades principales son: Siena - 15 km; Volterra - 39 km; Florencia - 50 km; Pisa - 157 km; Lucca - 123 km; Arezzo - 121 km; Roma - 250 km.

## Historia
Asentada sobre una pequeña colina natural, esta ciudad medieval completamente amurallada en la provincia de Siena (Toscana) fue construida en el siglo XIII por los señores de Siena para controlar la vía Cassia que discurría a través de Val d'Elsa y Val Staggia, justo al oeste de Monteriggioni.  
Participó activamente en la defensa de la Toscana contra los intentos de Florencia de conquistar más territorios. 
Excepto por alguna obra realizada en el siglo XVI, muy poco se ha hecho en las murallas de Monteriggioni o sus edificios desde que se construyeron por vez primera. De manera que las murallas y las casas de Monteriggioni están dentro de los mejores ejemplos conservados de su clase de toda Italia, de manera que no es sorprendente que atraiga a turistas, y también a arquitectos, historiadores medievales y arqueólogos.
Resistió a los ataques de Florencia con éxito, hasta que en 1554 fue traicionada. Un guardián, Giovannino Zeti, que había sido desterrado de Florencia, entregó las llaves de la ciudad a cambio de que se le permitiera regresar. Aun así, como una concesión extraordinaria, la ciudad seguiría siendo gobernando bajo la autoridad de Florencia.
La ciudad sirvió como fortificación defensiva y tuvo un papel vital en los conflictos entre Siena y Florencia durante la Edad Media, cuando Florencia estaba luchando por incrementar su territorio. A lo largo de los años, Monteriggioni soportó con éxito muchos ataques de los florentinos y unos pocos de fuerzas bajo el mando del obispo de Volterra que también pretendía dominar la zona.
Lo que Florencia no logró por la fuerza, al final lo consiguió con engaño. Los sieneses dieron el control de la guarnición de la fortaleza a Giovannino Zeti, quien había sido exiliado de Florencia. Al reconciliarse con los Médicis en 1554, en lo que es conocido en Monteriggioni como la «gran traición», simplemente entregó las llaves de la ciudad a las fuerzas mediceas.

## Lugares de interés

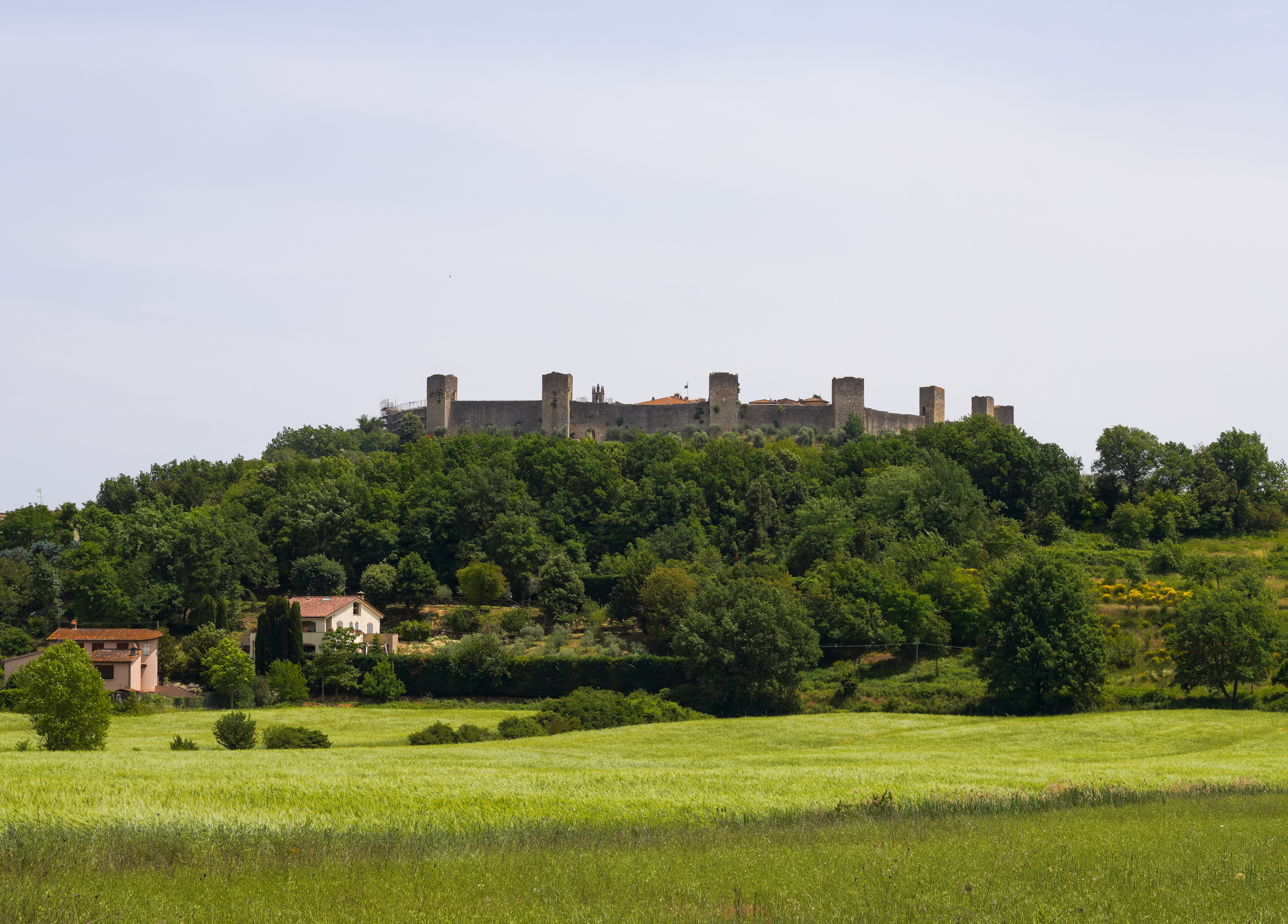
Panorama de Monteriggioni.

Las murallas más o menos circulares con una longitud total de alrededor de 570 metros fueron construidas entre 1213 y 1219, siguiendo los contornos naturales de la colina. Hay catorce torres de base cuadrada colocadas de manera equidistante, y dos portales o puertas. Una de las puertas, llamada Porta Romana, da hacia Roma en el sur. La calle principal dentro de las paredes conecta las dos puertas trazando una línea más o menos recta.
La plaza principal, llamada Piazza Roma, está dominada por una iglesia románica con una fachada sencilla. Otras casas, algunas de estilo renacentista, en un tiempo propiedad de nobles locales y comerciantes adinerados, dan a la plaza. Fuera de esta plaza principal hay callejuelas que dan a los jardines públicos ante los que se encuentran otras casas y los pequeños negocios de la ciudad. En tiempos más hostiles, estos jardines proporcionaban sostén vital.
El poeta toscano Dante usó las torres de Monterrigioni para evocar una visión del círculo de gigantes rodeando el abismo infernal.

però che, come su la cerchia tonda
Montereggion di torri si corona,
così la proda che 'l pozzo circonda torreggiavan di mezza la persona
li orribili giganti, cui minaccia
Giove del cielo ancora quando tuona.

De la misma manera que
Montereggioni corona de torres su recinto amurallado,
así, por el borde que rodea el poz
se elevaban como torres y hasta la mitad del cuerpo
los horribles gigantes a quienes aún amenaza
Júpiter desde lo alto del cielo cuanto truena
Dante Alighieri, Divina Comedia, Canto XXXI del Inferno

Artistas contemporáneos se encuentran igualmente impresionados: Monteriggioni, tan evocador del periodo medieval, ha sido presentado en una serie de películas y anuncios para la televisión. Entre ellas se encuentran:
- Belleza robada, dirigida por Bernardo Bertolucci (1996)
- El paciente inglés, dirigida por Anthony Minghella (1996)
- La vida es bella, dirigida por Roberto Benigni (1997)
- Té con Mussolini, dirigida por Franco Zeffirelli (1999)
- Gladiator, dirigida por Ridley Scott (2000)

Los visitantes que llegan de noche quedan impresionados por la manera en que la ciudad parece flotar sobre el valle debido a que sus murallas y torres están iluminados desde abajo por una bella luz dorada.

## Evolución demográfica
| Gráfica de evolución demográfica de Monteriggioni entre 1861 y 2001 |
|                                                                     |
| Fuente ISTAT - elaboración gráfica de Wikipedia                     |

## En la cultura popular
La ciudad de Monteriggioni aparece en la saga de videojuegos de Assassin's Creed en la segunda entrega de la franquicia. En el centro de la ciudad aparece la florentina Villa de Maiano, que en el juego es llamada Villa Auditore  por estar a cargo de la familia Auditore. El jugador puede realizar una serie de reformas en los edificios como la iglesia, las minas, la sastrería, la herrería, la galería y el hospital de la villa, incrementando así su valor y obteniendo más ganancias del cofre de la ciudad. En los acontecimientos de Assassin's Creed: Brotherhood la ciudad de Monteriggioni es atacada por la familia Borgia sufriendo graves daños. Del mismo modo, la ciudad toma lugar como base temporal de los asesinos en la época actual durante los acontecimientos de Assassin's Creed Brotherhood.